# Eois phaneroscia
Eois phaneroscia är en fjärilsart som beskrevs av Louis Beethoven Prout 1922. Eois phaneroscia ingår i släktet Eois och familjen mätare. Inga underarter finns listade i Catalogue of Life.